# Kalitinggar
Kalitinggar is een bestuurslaag in het regentschap Purbalingga van de provincie Midden-Java, Indonesië. Kalitinggar telt 2141 inwoners (volkstelling 2010).